# MKB-10 Poglavje X: Bolezni dihal
| Mednarodna klasifikacija bolezni in sorodnih zdravstvenih problemov 10. popravljena izdaja | Mednarodna klasifikacija bolezni in sorodnih zdravstvenih problemov 10. popravljena izdaja | Mednarodna klasifikacija bolezni in sorodnih zdravstvenih problemov 10. popravljena izdaja     |
| Poglavje                                                                                   | Kategorije                                                                                 | Naslov                                                                                         |
| ------------------------------------------------------------------------------------------ | ------------------------------------------------------------------------------------------ | ---------------------------------------------------------------------------------------------- |
| I                                                                                          | A00-B99                                                                                    | Nekatere infekcijske in parazitske bolezni                                                     |
| II                                                                                         | C00-D48                                                                                    | Neoplazme                                                                                      |
| III                                                                                        | D50-D89                                                                                    | Bolezni krvi in krvotvornih organov in nekatere bolezni, pri katerih je udeležen imunski odziv |
| IV                                                                                         | E00-E90                                                                                    | Endokrine, prehranske in presnovne bolezni                                                     |
| V                                                                                          | F00-F99                                                                                    | Duševne in vedenjske motnje                                                                    |
| VI                                                                                         | G00-G99                                                                                    | Bolezni živčevja                                                                               |
| VII                                                                                        | H00-H59                                                                                    | Bolezni očesa in adneksov                                                                      |
| VIII                                                                                       | H60-H95                                                                                    | Bolezni ušesa in mastoida                                                                      |
| IX                                                                                         | I00-I99                                                                                    | Bolezni obtočil                                                                                |
| X                                                                                          | J00-J99                                                                                    | Bolezni dihal                                                                                  |
| XI                                                                                         | K00-K93                                                                                    | Bolezni prebavil                                                                               |
| XII                                                                                        | L00-L99                                                                                    | Bolezni kože in podkožja                                                                       |
| XIII                                                                                       | M00-M99                                                                                    | Bolezni mišično-skeletnega sistema in vezivnega tkiva                                          |
| XIV                                                                                        | N00-N99                                                                                    | Bolezni sečil in spolovil                                                                      |
| XV                                                                                         | O00-O99                                                                                    | Nosečnost, porod in poporodno obdobje                                                          |
| XVI                                                                                        | P00-P96                                                                                    | Nekatera stanja, ki izvirajo v obporodnem obdobju                                              |
| XVII                                                                                       | Q00-Q99                                                                                    | Prirojene malformacije, deformacije in kromosomske nenormalnosti                               |
| XVIII                                                                                      | R00-R99                                                                                    | Simptomi, znaki in nenormalni klinični in laboratorijski izvidi, ki niso uvrščeni drugje       |
| XIX                                                                                        | S00-T98                                                                                    | Poškodbe, zastrupitve in nekatere druge posledice zunanjih vzrokov                             |
| XX                                                                                         | V01-Y98                                                                                    | Zunanji vzroki obolevnosti in umrljivosti                                                      |
| XXI                                                                                        | Z00-Z99                                                                                    | Dejavniki, ki vplivajo na zdravstveno stanje in na stik z zdravstveno službo                   |
| XXII                                                                                       | U00-U99                                                                                    | Kode za posebno uporabo                                                                        |

Mednarodno klasifikacijo bolezni in sorodnih zdravstvenih problemov 10-ta revizija (MKB-10) objavlja Svetovna zdravstvena organizacija (WHO)..  Ta stran vsebuje MKB-10 Poglavje X: Bolezni dihal.

## J00-J99 - Bolezni dihal

### (J00-J06) Akutne infekcije zgornjih dihal
- (J00) Akutni nazofaringitis (navadni prehlad)
  - Nahod (akutni)
  - Katar nosu, akutni
  - Nazovaringitis
  - Rinitis

- (J01) Akutni sinuzitis
- (J02) Akutni faringitis
  - (J02.0) Streptokokni faringitis
    - Streptokokno vnetje žrela

  - (J02.8) Akutni faringitis povzročen z drugimi, opredeljenimi povzročitelji
  - (J02.9) Akutni faringitis, neopredeljen

- (J03) Akutni tonzilitis
  - (J03.0) Streptokokni tonzilitis
  - (J03.8) Akutni tonzilitis povzročen z drugimi, opredeljenimi povzročitelji

- (J04) Akutni laringitis in traheitis
  - (J04.0) Akutni laringitis
  - (J04.1) Akutni traheitis
  - (J04.2) Akutni laringotraheitis

- (J05) Akutni  obstruktivni laringitis (krup) in epiglotitis
  - (J05.0) Akutni obstruktivni laringitis (croup,krup)
  - (J05.1) Akutni epiglotitis

- (J06) Akutna infekcija zgornjih dihal na več neopredeljenih mestih
- (J06.0) Akutni  laringofaringitis

### (J10-J18) Gripa in pljučnica
- (J10) Gripa, dokazano povzročena z virusom influence
  - (J10.0) Gripa s pljučnico, virus influence dokazan
  - (J10.1) Gripa z drugimi manifestacijami na dihalih, virus influence dokazan
  - (J10.8) Gripa z drugimi manifestacijami, virus influence dokazan

- (J11) Gripa, virus ni dokazan
  - (J11.0) Gripa s pljučnico, virus ni dokazan
  - (J11.1) Gripa z drugimi manifestacijami na dihalih, virus ni dokazan
  - (J11.8) Gripa z drugimi manifestacijami, virus ni dokazan

- (J12) Virusna pljučnica, ki ni uvrščena drugje
  - (J12.0) Adenovirusna pljučnica
  - (J12.1) Pljučnica, povzročena z respiratornim sincicijskim virusom
  - (J12.2) Pljučnica, povzročena z virusom parainfluence
  - (J12.8) Druge virusne pljučnice
  - (J12.9) Virusna pljučnica, neopredeljena

- (J13) Pljučnica, ki jo povzroča Streptococcus pneumoniae

- (J14) Pljučnica, ki jo povzroča Haemophilus influenzae

- (J15) Bakterijska pljučnica, ki ni uvrščena drugje
  - (J15.0) Pljučnica, ki jo povzroča Klebsiella pneumoniae
  - (J15.1) Pljučnica, ki jo povzroča Pseudomonas
  - (J15.2) Pljučnica, ki jo povzročajo stafilokoki
  - (J15.3) Pljučnica, ki jo povzroča streptokok, skupina B
  - (J15.4) Pljučnica, ki jo povzročajo drugi streptokoki
  - (J15.5) Pljučnica, ki jo povzroča Escherichia coli
  - (J15.6) Pljučnica, ki jo povzročajo druge po Gramu negativne bakterije
  - (J15.7) Pljučnica, ki jo povzroča Mycoplasma pneumoniae
  - (J15.8) Druge bakterijske pljučnice
  - (J15.9) Bakterijska pljučnica, neopredeljena

- (J16) Pljučnica zaradi drugih povzročiteljev, ki ni uvrščena drugje
  - (J16.0) Pljučnica, ki jo povzročajo klamidije
  - (J16.8) Pljučnica, ki jo povzročajo drugi opredeljeni povzročitelji

- (J17) Pljučnica pri boleznih, uvrščenih drugje
  - (J17.0) Pljučnica pri baketrijskih boleznih, uvrščenih drugje
  - (J17.1) Pljučnica pri virusnih boleznih, uvrščenih drugje
  - (J17.2) Pljučnica pri mikozah
  - (J17.3) Pljučnica pri parazitskih boleznih
  - (J17.8) Pljučnica pri drugih boleznih, uvrščenih drugje

- (J18) Pljučnica, povzročitelj ni opredeljen
  - (J18.0) Bronhopnevmonija, neopredeljena
  - (J18.1) Lobarna pljučnica, neopredeljena
  - (J18.2) Zastojna pljučnica, neopredeljena
  - (J18.8) Druge vrste pljučnica, povzročitelj ni opredeljen
  - (J18.9) Pljučnica, neopredeljena

### (J20-J22) Druge akutne infekcije spodnjih dihal
- (J20) Akutni bronhitis
- (J21) Akutni bronhiolitis
- (J22) Neopredeljena akutna infekcija spodnjih dihal

### (J30-J39) Druge bolezni zgornjih dihal
- (J30) Vazomotorni in alergijski rinitis
  - (J30.0) Vazomotorni rinitis
  - (J30.1) Alergijski rinitis zaradi peloda
    - Alergija BDO zaradi peloda
    - Seneni nahod
    - Polinoza

  - (J30.2) Druge vrste sezonski alergijski rinitis
  - (J30.3) Druge vrste alergijski rinitis
    - Trajni alergijski rinitis

  - (J30.4) Alergijski rinitis, neopredeljen

- (J31) Kronični rinitis, nazofaringitis in faringitis
  - (J31.0) Kronični rinitis
    - Ozena

  - (J31.1) Kronični nazofaringitis
  - (J31.2) Kronični faringitis

- (J32) Kronični sinuzitis

- (J33) Nosni polip
- (J33.0) Polip v nosni votlini
- (J33.1) Polipoidna degeneracija sinusov
  -     - Woakesov sindrom ali etmoiditis
- (J33.8) Drugi polipi v sinusih
- (J33.9) Nosni polip, neopredeljen

- (J34) Druge bolezni v nosu in paranazalnih sinusih  (akcesornih, obnosnih)
  - (J34.0) Absces, furunkel in larbunkel v nosu
  - (J34.1) Cista in mukokela nosu in paranazalnega sinusu
  - (J34.2) Deviacija nosnega pretina
  - (J34.3) Hipertrofija nosnih školjk
  - (J34.8) Druge opredeljene bolezni nosu in paranazalnih sinusov
    - Perforacija nosnega pretina BDO
    - Rinolit

- (J35) Kronične bolezni tonzil in žrelnice
  - (J35.0) Kronični tonzilitis
  - (J35.1) Hipertrofija tonzil
  - (J35.2) Hipertrofija žrelnice
  - (J35.3) Hipertrofija tonzil in  žrelnice
  - (J35.8) Druge kronične bolezni tonzil in žrelnice
    - Adenoidne vegetacije
    - Amigdalolit
    - Tonzilarni privesek

  - (J35.9) Kronična bolezen tonzil in žrelnice, neopredeljena

- (J36) Peritonzilarni absces

- (J37) Kronični laringitis in laringotraheitis
  - (J37.0) Kronični laringitis
  - (J37.1) Kronični laringotraheitis

- (J38) Bolezni glasilk in larinksa, ki niso uvrščena drugje
  - (J38.0) Paraliza glasilk in larinksa
    - Laringoplegija
    - Paraliza glotisa

  - (J38.1) Polip glasilk in grla
  - (J38.2) Vozliči glasilk
    - Chorditis (fibrinosa)(nodosa)(tuberosa)
    - Pevski vozliči

  - (J38.3) Druge bolezni glasilk
    - Granulom glasilk
    - Levkokeratoza
    - Levkoplakija

  - (J38.4) Edem larinksa
  - (J38.5) Laringospazem
  - (J38.6) Stenoza larinksa
  - (J38.7) Druge bolezni larinksa

- (J39) Druge bolezni zgornjih dihal
  - (J39.0) Retrofaringealni in parafaringealni absces
  - (J39.1) Drugi abscesi farinksa
  - (J39.2) Druge bolezni farinksa
  - (J39.3) Preobčutljivostna reakcija v zgornjih dihalih, mesto ni opredeljeno
  - (J39.8) Druge opredeljene bolezni zgornjih dihal
  - (J39.9) Bolezen zgornjih dihal, neopredeljena

### (J40-J47) Kronične bolezni spodnjih dihal
- (J40) Bronhitis, ki ni opredeljen kot akutni ali kronični
- (J41) Navadni in mukopurulentni kronični bronhitis
  - (J41.0) Navadni kronični bronhitis
  - (J41.1) Mukopurulentni kronični bronhitis

- (J42) Neopredljeni kronični bronhitis
  - Kronični bronhitis BDO
  - Kronični traheitis
  - Kronični traheobronhitis

- (J43) Emfizem
  - (J43.0) MacLeodov sindrom
  - (J43.1) Panlobularni emfizem
  - (J43.2) Centrilobularni emfizem
  - (J43.8) Druge vrste emfizem
  - (J43.9) Emfizem
    - Emfizemske bule

- (J44) Druge vrste kronična obstruktivna bolezen pljuč
  - (J44.0) Kronična obstruktivna pljučna bolezen z akutno infekcijo spodnjih dihal
  - (J44.1) Kronična obstruktivna pljučna bolezen v akutni ekzacerbaciji (zagonu), neopredeljena
  - (J44.8) Druge vrste, opredeljena  kronična obstruktivna bolezen pljuč

Kronični bronhitis:
- astmatski (obstruktivni) BDO
- emfizemski BDO
- obstruktivni BDO

(J44.9) Kronična obstruktivna pljučna bolezen, neopredeljena 
- Kronična obstruktivna:
  - bolezen dihalnih poti BDO

- (J45) Astma
- (J46) Status asthmaticus (astmatski status)
- (J47) Bronhiektazija

### (J60-J70) Bolezni pljuč zaradi delovanja zunanjih dejavnikov
- (J60) Pnevmokonioza rudarjev premoga
- (J61) Pnevmokonioza zaradi azbesta in drugih mineralnih vlaken
  - Azbestoza

- (J62) Pnevmokonioza zaradi izpostavljenosti prahu, ki vsebuje silicij
  - (J62.0) Talkoza
  - (J62.8) Pnevmokonioza zaradi drugega prahu, ki vsebuje silicij
    - Silikoza BDO

- (J63) Pnevmokonioze zaradi drugega neorganskega prahu
  - (J63.0) Aluminoza (pljuč)
  - (J63.1) Boksitoza (pljuč)
  - (J63.2) Berilioza
  - (J63.3) Fibroza (pljuč) zaradi vdihavanja grafita
  - (J63.4) Sideroza
  - (J63.5) Stanoza
  - (J63.8) Pnevmokonioza zaradi drugih opredeljenih neorganskih prahov

- (J64) Neopredeljena pnevmokonioza

- (J65) Pnevmokonioza povezana s tuberkulozo
- (J66) Bolezen dihalnih poti zaradi znanega organskega prahu
  - (J66.0) Bisinoza (zaradi vdihavanja bombažnega parhu)
  - (J66.1) Bolezen predelovalcev lanu
  - (J66.2) Bolezen predelovalcev konoplje
  - (J66.8) Bolezen dihal zaradi vdihavanja drugega opredeljenega organskega prahu

- (J67) Hipersenzitivni pnevmonitis zaradi vdihavanja organskega prahu
  - (J67.0) Pljuča poljedelcev
  - (J67.1) Bagasoza
  - (J67.2) Pljuča rejcev ptic
  - (J67.3) Suberoza
  - (J67.4) Pljuča predelovalcev slada
    - Alveolitis, ki ga povzroča Aspergillus clavatus

  - (J67.5) Bolezen sušilcev gob
  - (J67.6) Bolezen lupilcev javorjevega lubja
    - Alveolitis, ki ga povzroča Cryptostroma corticale
    - Kriptostromoza

  - (J67.7) Bolezen zaradi vlažilcev zraka ali umetnega vzdrževanja vlažnosti in temperature
  - (J67.8) Hipersenzitivni pnevmonitis zaradi drugega organskega prahu
    - Bolezen pralcev sira
    - Bolezen pražilcev kave
    - Bolezen pridelovalcev živalske hrane
    - Bolezen strojarjev krzna
    - Sekvojoza

  - (J67.9) Hipersenzitivni pnevmonitis zaradi neopredeljenega organskega prahu
    - Alergijski alveolitis (ekstrinzični) BDO
    - Hipersenzitivni pnevmonitis BDO

- (J68) Okvare dihal zaradi vdihavanja kemikalij, plinov, dima in par
- (J69) Pnevmonitis zaradi aspiracije trdnih snovi in tekočin

- (J70) Stanja dihal zaradi delovanja drugih zunanjih dejavnikov
  - (J70.0) Akutne manifestacije na dihalih zaradi sevanja
    - Radiacijski pnevmonitis

  - (J70.1) Kronične in ostale manifestacije manifestacije zaradi sevanja
    - Fibroza pljuč po obsevanju

  - (J70.2) Akutne spremembe intersticija, povzročene z zdravili
  - (J70.3) Kronične spremembe intersticija, povzročene z zdravili
  - (J70.4) Spremembe v intersticiju zaradi zdravil, neopredeljene
  - (J70.8) Stanja dihal zaradi delovanja drugih opredeljenih zunanjih dejavnikov
  - (J70.9) Stanja dihal zaradi delovanja neopredeljenega zunanjega dejavnika

### (J80-J84) Druge bolezni dihal, ki prizadenejo predvsemintersticij
- (J80) Sindrom dihalne stiske pri odraslem
- (J81) Pljučni edem
- (J82) Pljučna eozinofilija, ki ni uvrščena drugje
  - Eozinofilna astma
  - Loefflerjeva pljučnica
  - Tropska (pljučna) eozinofilija BDO

- (J84) Druge bolezni pljučnega intersticija
  - (J84.0) Bolezni, ki prizadenejo alveole in obalveolje
  - (J84.1) Druge bolezni pljučnega intersticija z fibrozo
    - Sindrom Hamman-Rich
    - Idiopatska fibroza pljuč

  - (J84.8) Druge opredeljene bolezni pljučnega intersticija
  - (J84.9) Bolezen pljučnega intersticija, neopredeljena
    - Intersticijska pljučnica BDO

### (J85-J86) Bolezni spodnjih dihal z gnojenjem in nekrozo
- (J85) Absces pljuč in mediastinuma
  - (J85.0) Gangrena in nekroza pljuč
  - (J85.1) Absces pljuč s pljučnico

- (J86) Piotoraks
  - Empiem

### (J90-J94) Druge bolezni plevre
- (J90) Plevralni izliv, ki ni uvrščen drugje
  - Plevritis z izlivom
- (J91) Plevralni izliv pri stanjih, uvrščenih drugje
- (J92) Plevralni plak
- (J93) Pnevmotoraks

- (J94) Druge prizadetosti plevre
  - (J94.0) Hilozni izliv
  - (J94.1) Fibrotoraks
  - (J94.2) Hemotoraks
    - Hemopnevmotoraks

  - (J94.8) Druge opredeljene prizadetosti plevre
    - Hidrotoraks

  - (J94.9) Prizadetost plevre, neopredeljena

### (J95-J99) Druge bolezni dihal
- (J95) Prizadetost dihal po posegih, ki ni uvrščena drugje
  - (J95.0) Motnje delovanja traheostome
    - Tracheo-ezofagealna fistula po traheostomiji

  - (J95.1) Akutna ventilacijska insufienca po torakalnem kirurškem posegu
  - (J95.2) Akutna ventilacijska insufienca po netorakalnem kirurškem posegu
  - (J95.3) Kronična ventilacijska insufienca po kirurškem posegu
  - (J95.4) Mendelsonov sindrom
  - (J95.5) Subglotisna stenoza po posegih
  - (J95.8) Druge poškodbe dihal po posegih
  - (J95.9) Poškodba dihal po posegu, neopredeljena

- (J96) Respiratorna odpoved, ki ni uvrščena drugje

- (J98) Druga bolezenska stanja dihal
  - (J98.0) Bolezni bronhijev, ki niso uvrščene drugje
  - (J98.1) Kolaps pljuč
    - Atelektaza

  - (J98.2) Intersticijski emfizem
    - Mediastinalni emfizem

  - (J98.3) Kompenzatorni emfizem
  - (J98.4) Druge bolezni pljuč
  - (J98.5) Bolezni mediastinuma, ki niso uvrščena drugje
    - Mediastinitis

  - (J98.6) Bolezni prepone (diafragme)
    - Diafragmatitis

- (J99) Bolezenska stanja dihal pri boleznih, uvrščenih drugje